# Pekka Lagerblom
Pekka Lagerblom (Lahti, Finlandia, 19 de octubre de 1982) es un futbolista finlandés, se desempeña como centrocampista y actualmente juega en el FC Lahti, ha disputado la mayor parte de su carrera en Alemania. Ha sido internacional con la selección de fútbol de Finlandia.

## Clubes
| Club                   | País           | Año         |
| ---------------------- | -------------- | ----------- |
| FC Lahti               | Finlandia      | 2003 - 2004 |
| Werder Bremen          | Alemania       | 2004 - 2005 |
| FC Nürnberg            | Alemania       | 2005        |
| Werder Bremen          | Alemania       | 2005 - 2006 |
| FC Colonia             | Alemania       | 2006 - 2007 |
| Alemannia Aquisgrán    | Alemania       | 2007 - 2009 |
| FSV Frankfurt          | Alemania       | 2009 - 2010 |
| VfB Stuttgart          | Alemania       | 2010 - 2011 |
| RB Leipzig             | Alemania       | 2011 - 2012 |
| IFK Mariehamn          | Finlandia      | 2013        |
| HamKam                 | Noruega        | 2014        |
| Ånge IF                | Suecia         | 2014        |
| FC Lahti               | Finlandia      | 2015        |
| Jacksonville Armada FC | Estados Unidos | 2016 - 2017 |
| Åtvidabergs FF         | Suecia         | 2017        |
| FC Haka                | Finlandia      | 2018        |
| FC Lahti               | Finlandia      | 2019 -      |

## Palmarés
SV Werder Bremen
- Bundesliga: 2003-04
- Copa de Alemania: 2004

- Datos: Q652499
- Multimedia: Pekka Lagerblom / Q652499